# Beethoven-Haus (Bonn)
Het Beethoven-Haus in Bonn, Duitsland, is het geboortehuis van de componist Ludwig van Beethoven (1770-1827). Het oefent functies uit als museum, bibliotheek, archief, onderzoekscentrum, uitgeverij en zaal voor kamermuziek.
Op 24 februari 1889 werd de vereniging 'Beethoven-Haus' opgericht en in 1893 werd het museum op deze plek geopend. Het is gewijd aan het leven en werk van de componist en beschikt over de grootste Beethoven-verzameling wereldwijd. De collectie bestaat uit een groot aantal muziekinstrumenten, afbeeldingen en objecten. Meer dan duizend originele handschriften uit de collectie zijn via het digitale archief in te zien. Naast de museumfunctie, wordt er onderzoek gedaan, archieven bijgehouden en kennis verspreid.
Het is gevestigd aan de Bonngasse op de nummers 18, 24 en 26. Anders dan vandaag, waren beide gebouwen in Beethovens tijd van elkaar gescheiden. De Beethovens woonden sinds november 1767 aan de achterkant van de Bonngasse 20. Hun gedeelte van het huis bestond uit een wetenschapskamer in het souterrain, een keuken op de begane grond, twee kleine en een grote kamer op de eerste verdieping en erboven Ludwigs kleine zolderkamer. Toen het gezin groeide, verhuisde het naar grotere woningen in de stad. Dit huis is echter het enige dat behouden gebleven is.